# نادي بسماية
نادي بسماية الرياضي هو فريق كرة قدم عراقي مقره في بغداد، يلعب في الدوري العراقي الدرجة الثالثة.

## روابط خارجية
- نادي بسماية على Goalzz.com
- أندية العراق - تواريخ التأسيس